# St Alban Wood Street

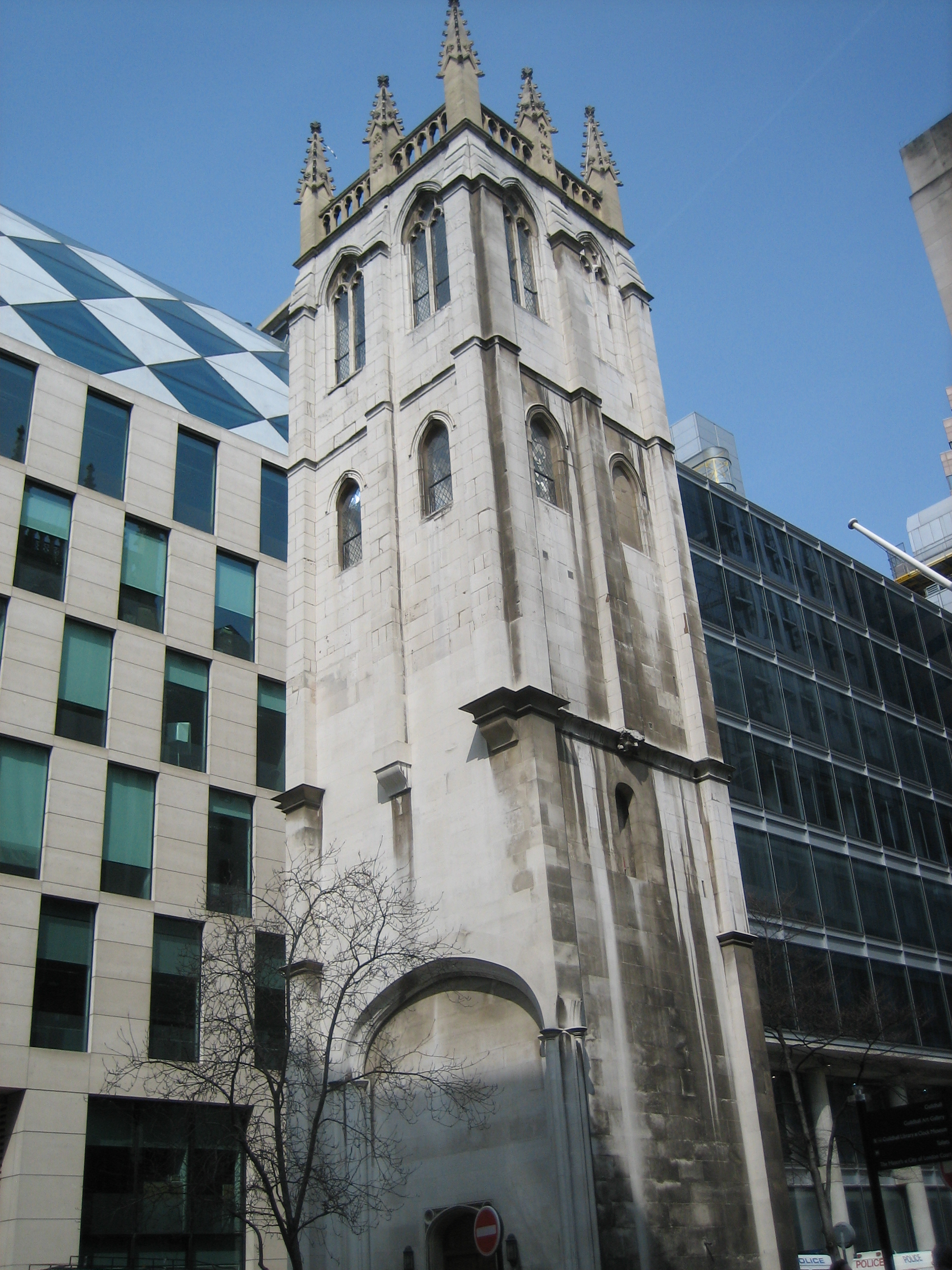
Der Kirchturm von St Alban

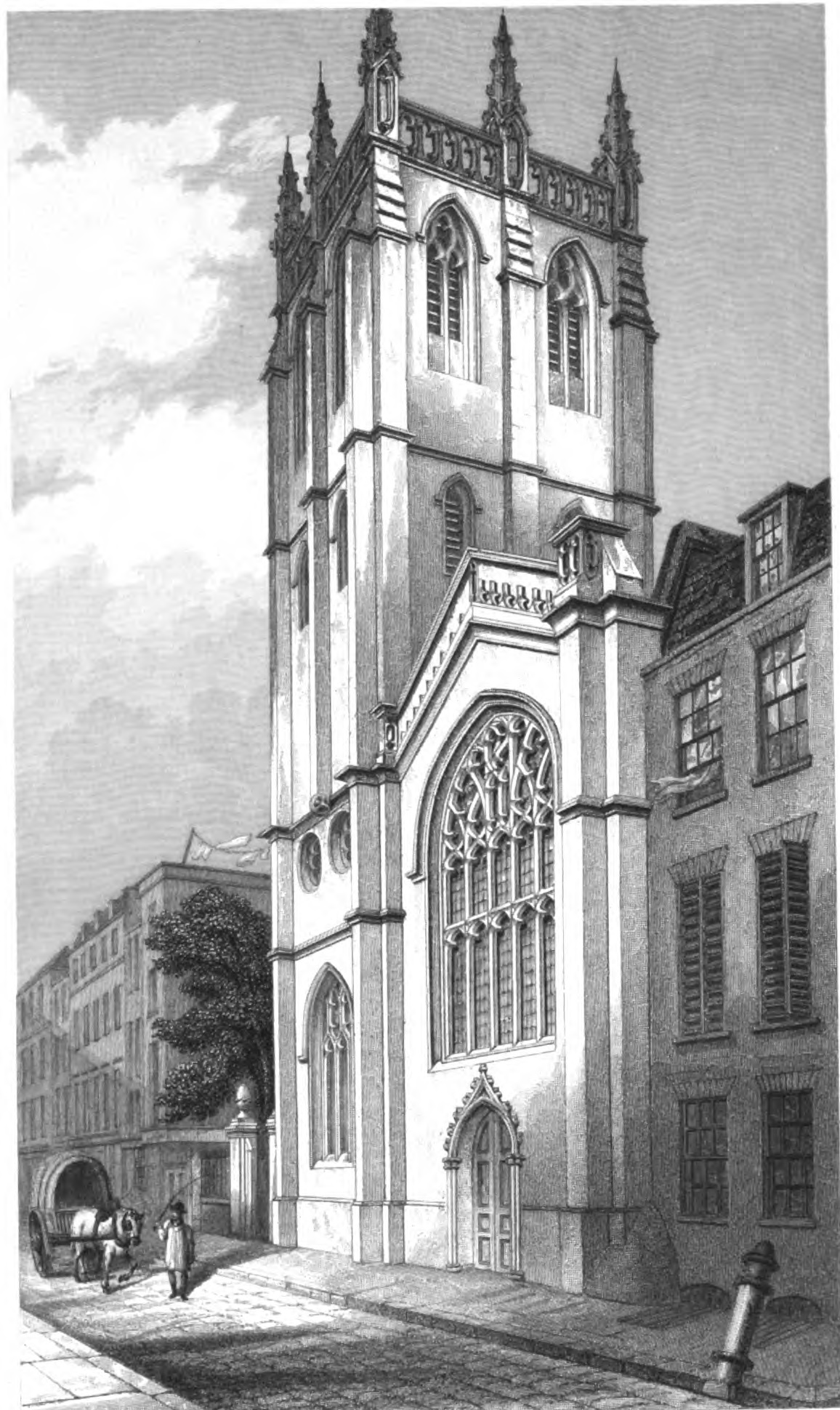
Westansicht (1839)

St Alban Wood Street war eine anglikanische Kirche im Londoner Innenstadtbezirk City of London.

## Geschichte
Die dem englischen Heiligen Alban gewidmete, im Mittelalter als St Alban Wuderstrate bekannte Kirche wird erstmals 930 im Besitz der Abtei von St Albans gelistet, die ihre Rechte 1077 an Westminster Abbey abtrat. Archäologische Untersuchungen im Vorfeld des Abbruchs der Kirche 1962 legten den Grundriss eines angelsächsischen Kirchenbaus frei, der mit dem historischen Palast des ersten englischen Königs, Offa von Mercien, in Verbindung gebracht wird.
1633 wurde nach Feststellung des desolaten Bauzustands der mittelalterlichen Kirche durch Inigo Jones diese im darauffolgenden Jahr abgebrochen und durch einen nachgotischen Neubau ersetzt, der selbst wieder 1666  beim Großen Brand von London zerstört wurde. 1682 bis 1685 erfolgte ihr Wiederaufbau durch den Architekten Christopher Wren in Anlehnung an den Perpendicular Style, der Turm wurde 1697–98 zugefügt. 1858–59 durch George Gilbert Scott restauriert und um eine Apsis erweitert, wurde die Kirche im Zweiten Weltkrieg zerstört, die Ruine, nach Vereinigung der Pfarrei mit der benachbarten Kirche St Vedast Foster Lane mit Ausnahme des  Kirchturms 1965 abgebrochen.

## Architektur

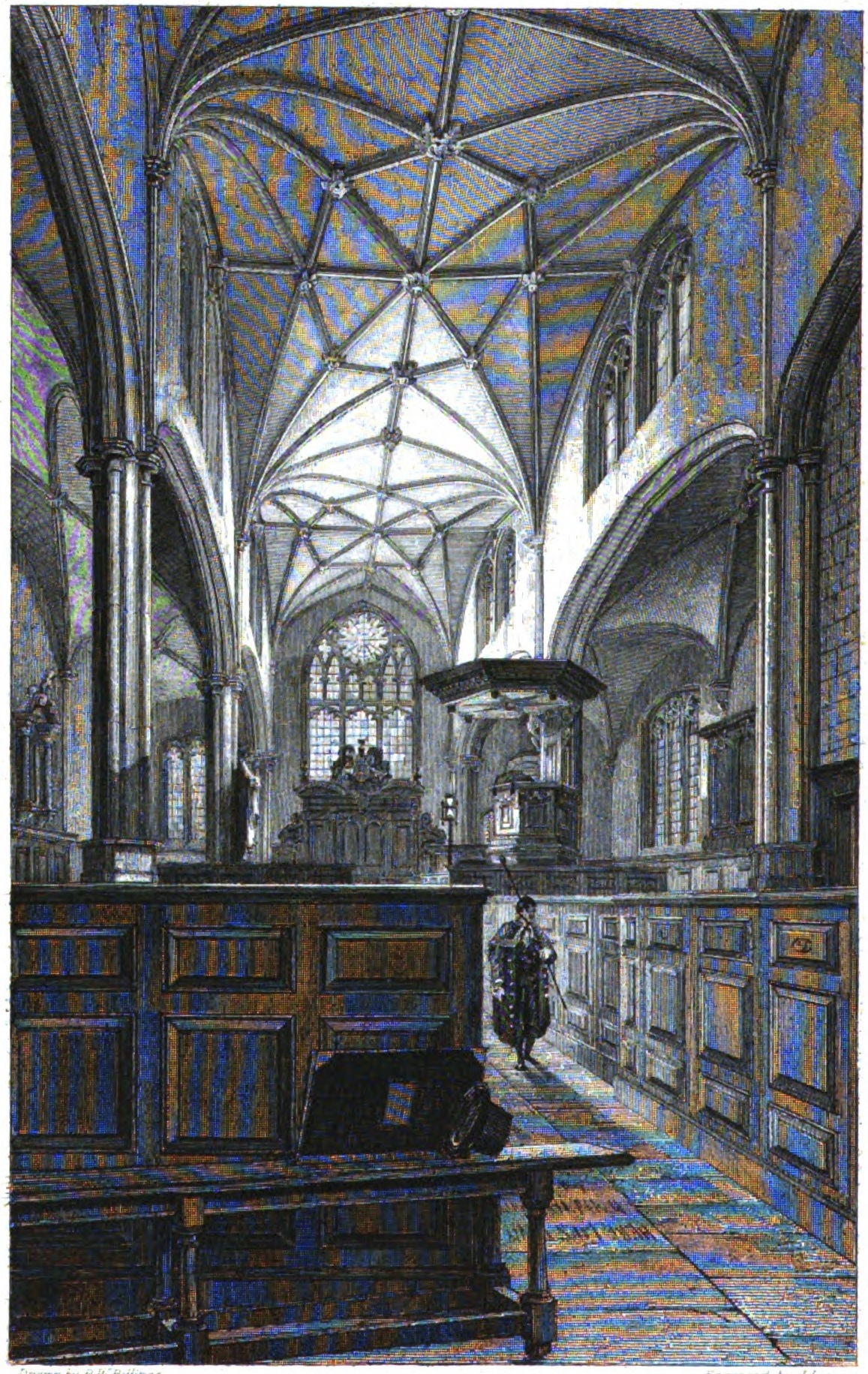
Innenraum (1839)

Von dem Kirchenbau Wrens hat sich nur der ursprünglich in den Nordwestwinkel der Kirche eingebaute, heute auf einer Verkehrsinsel freistehende Turmbau erhalten. Der Kirchenbau selbst war als dreischiffige Basilika mit spätgotischen Maßwerkfenstern errichtet und im Innern mit reichen figurierten Gewölben ausgestattet. Der durch flache Strebepfeiler an den Turmkanten und mittig an den Seiten vertikal gegliederte Kirchturm, der deutlich die Anschlussspuren des abgebrochenen Kirchenbaus zeigt, schließt mit einer (erneuerten) Maßwerkbalustrade mit acht Fialen ab.